# Амадеа Палеологина
Амадеа Палеологина (на италиански: Amedea Paleologa; * ок. 1418; † 1440, Никозия) от владетелската династия Палеолози, е принцеса от Маркграфство Монферат и чрез женитба кралица на Кипър през 1440 г.

## Биография
Амадеа е дъщеря на Джан Джакомо Палеолог (1395 – 1445), маркграф на Монферат, и на Джована Савойска, дъщеря на граф Амадей VII. Сестра е на маркграфовете Джовани IV, Вилхелм X и Бонифаций IV. Нейната сестра Изабела се омъжва през 1435 г. за Лудовико II дел Васто (1406 – 1475), маркграф на Салуцо.
През 1435 или на 3 юни 1440 г. Амадеа се омъжва за кипърския крал Йоан II Кипърски (* 1418, † 1458), син на крал Янус от Кипър и втората му съпруга Шарлота дьо Бурбон. На 3 юли 1440 г. Амадеа е коронована в църквата „Света София“ в Никозия за кралица на Кипър, Йерусалим и Армения.
Кралицата умира два месеца след сватбата и е погребана в манастир „Сан Доменико“. Две години по-късно нейният съпруг се жени повторно за Елена Палеологина.